# Liste der Countys in Connecticut

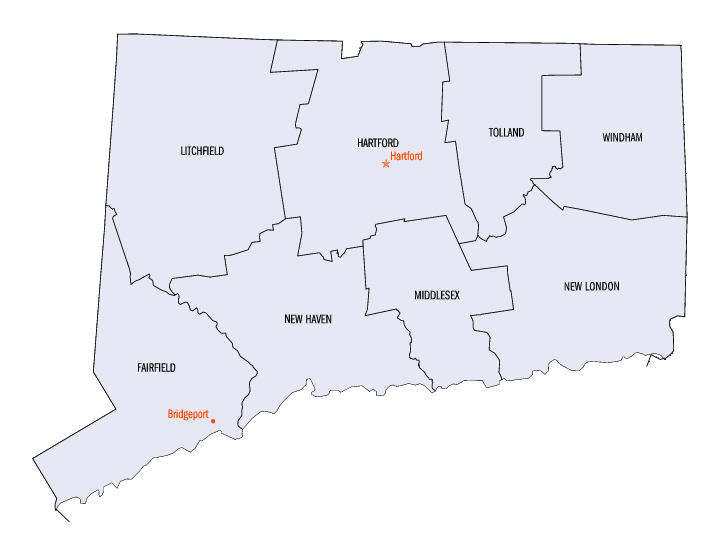
Die 8 Countys von Connecticut

Der US-Bundesstaat Connecticut ist in acht Countys unterteilt. Die County Seats haben in Connecticut seit 1960 eine untergeordnete Rolle, denn es gibt keine County-Regierung mehr. 
Der FIPS-Code für Connecticut ist 09.
| County            | FIPS-Code | County Seat(kein Verwaltungssitz mehr)                                      | Gegründet | Ursprung                                                               | Namensherkunft                                                                                   | EW-Zahl | Fläche                | Karte                                    |
| ----------------- | --------- | --------------------------------------------------------------------------- | --------- | ---------------------------------------------------------------------- | ------------------------------------------------------------------------------------------------ | ------- | --------------------- | ---------------------------------------- |
| Fairfield County  | 001       | Fairfield (1666–1853) Bridgeport (1853–1960)                                | 1666      | Eines der vier ursprünglich errichteten Countys                        | An den Ufern gibt es große Salzfelder                                                            | 916.829 | 1.621 km² (626 sq mi) | State map highlighting Fairfield County  |
| Hartford County   | 003       | Hartford (1666–1960)                                                        | 1666      | Eines der vier ursprünglich errichteten Countys                        | Nach Hertfordshire in England                                                                    | 894.014 | 1.906 km² (736 sq mi) | State map highlighting Hartford County   |
| Litchfield County | 005       | Litchfield (1751–1960)                                                      | 1751      | Aus Teilen von Fairfield County, Hartford County, und New Haven County | Lichfield in England                                                                             | 189.927 | 2.383 km² (920 sq mi) | State map highlighting Litchfield County |
| Middlesex County  | 007       | Middletown (1785–1960)                                                      | 1785      | Aus Teilen von Hartford County und New London County                   | Middlesex in England                                                                             | 165.676 | 956 km² (369 sq mi)   | State map highlighting Middlesex County  |
| New Haven County  | 009       | New Haven (1666–1960)                                                       | 1666      | Eines der vier ursprünglich errichteten Countys                        | Nach New Haven Colony, das als Hafen für Puritaner gebaut wurde. Dort wurden sie nicht verfolgt. | 862.477 | 1.570 km² (606 sq mi) | State map highlighting New Haven County  |
| New London County | 011       | New London (1666–1960)                                                      | 1666      | Eines der vier ursprünglich errichteten Countys                        | London                                                                                           | 274.055 | 1.725 km² (666 sq mi) | State map highlighting New London County |
| Tolland County    | 013       | Tolland (1785–1889) Rockville (1889–1960)                                   | 1785      | Aus Teilen von Hartford County und Windham County                      | Hamlet von Tolland, Somerset, England                                                            | 152.691 | 1.062 km² (410 sq mi) | State map highlighting Tolland County    |
| Windham County    | 015       | Windham (1726–1819) Brooklyn (1819–1895) Willimantic and Putnam (1895–1960) | 1726      | Aus Teilen von Hartford County, und New London County                  | Nach Windham (jetzt Wineham) in Sussex, England                                                  | 118.428 | 1.329 km² (513 sq mi) | State map highlighting Windham County    |

## Ehemalige Countys
- Trumbull County – Connecticut Western Reserve, fiel 1800 an Ohio.
- Westmoreland County – ein Gebiet bei Wilkes-Barre, fiel 1784 an Pennsylvania.